# Akina Nakamori
Akina Nakamori (ur. 13 lipca 1965) – japońska piosenkarka popowa.

## Życiorys
Akina Nakamori urodziła się 13 lipca 1965 roku. W wieku czterech lat uczęszczała do szkoły podstawowej na lekcje baletu. W maju 1982 roku został wydany jej pierwszy singel Slow Motion, który sprzedał się w 420.000 egzemplarzy. Jej kolejny singel Shojo wywołał kontrowersje i zadebiutował na piątym miejscu wśród najlepiej sprzedających się płyt. Jej następny singel Solitude zadebiutował na pierwszym miejscu sprzedając się ponad 300.000 egzemplarzy. Po nieudanej próbie samobójczej w 1989 roku zrobiła przerwę w karierze.